# Apatochernes solitarius
Apatochernes solitarius är en spindeldjursart som beskrevs av Beier 1976. Apatochernes solitarius ingår i släktet Apatochernes och familjen blindklokrypare. Inga underarter finns listade i Catalogue of Life.